# Timmy Thiele
Timmy Dennis Mario Thiele (* 31. Juli 1991 in Berlin) ist ein deutscher Fußballspieler. Der Stürmer steht bei Energie Cottbus unter Vertrag.

## Laufbahn
Thiele spielte in der Jugend für verschiedene Berliner Vereine. Das Fußballspielen begann er bei Tennis Borussia. Danach spielte er für den TSV Rudow 1888, die Hertha und Tasmania Gropiusstadt, bevor er 2008 für ein Jahr zu seinem Stammverein zurückkehrte und anschließend zu Werder Bremen wechselte. Dort spielte er in seiner ersten Saison für die A-Junioren, kam aber am 15. September 2009 auch zu seinem Profiligadebüt, als er am 8. Spieltag der 3. Liga 2009/10 bei der 0:1-Heimniederlage gegen Kickers Offenbach zur Halbzeitpause Madjid Albry ersetzte. Dies blieb zwar sein einziger Einsatz in dieser Saison im Herrenbereich, zur Spielzeit 2010/11 wurde er dann jedoch fest in die Reserve der Bremer übernommen, nachdem er mit 17 Scorerpunkten der erfolgreichste Bremer A-Junior gewesen war.
In der Sommerpause 2011 wechselte Thiele zum FC Schalke 04 und spielte mit dessen Reserve in der Regionalliga West. Zur Saison 2012/13 unterschrieb Thiele beim Zweitligaabsteiger Alemannia Aachen einen Einjahresvertrag, nachdem er zuvor ein Probetraining absolviert hatte. In 31 Spielen gelangen dem Stürmer 13 direkte Torbeteiligungen in der Liga sowie in Pokalwettbewerben, nach Eröffnung eines Insolvenzverfahrens und Punktabzügen ging es für die Alemannia jedoch im Frühjahr 2013 in die Regionalliga.
Zur Saison 2013/14 verblieb Thiele in der 3. Liga und war für die U23 von Borussia Dortmund eingeplant. Ein Kreuzbandriss setzte den Berliner bis April 2014 außer Gefecht, nach seiner Genesung gelangen ihm in sieben Spielen aber lediglich zwei Tore. Da er in der Folge einen der wenigen Ü23-Kaderplätze besetzt hätte, plante der BVB nicht mehr mit ihm und Thiele war bis Februar 2015 ohne Arbeitgeber. Nach einem Vierteljahr beim Westregionalligisten SC Wiedenbrück nahm der Angreifer ein Vertragsangebot des englischen Drittligisten Burton Albion an. Der Deutsche hatte seine Probleme mit der härteren Spielweise auf der Insel und traf in 26 Ligaspielen lediglich einmal. Vier davon bestritt er für seinen Leihverein und Ligakonkurrenten Oldham Athletic, die Saisonendphase verpasste Thiele in Folge einer Schulterverletzung.
Bereits ein Jahr nach seiner Vertragsunterzeichnung in England kehrte der Stürmer nach Deutschland zurück und unterschrieb beim Regionalligisten FC Carl Zeiss Jena zunächst einen Einjahresvertrag. Mit 27 Punkten war Thiele der erfolgreichste Scorer der Mannschaft und hatte so einen entscheidenden Anteil an der Meisterschaft sowie am Aufstiegsrelegationserfolg gegen den FC Viktoria Köln. Teile der Drittligasaison 2017/18 verpasste der Angreifer verletzungsbedingt, schoss aber erneut die meisten Tore, darunter vier beim 4:3-Heimsieg gegen den SV Wehen Wiesbaden am 20. Spieltag.
Dies ließ den Zweitligaabsteiger 1. FC Kaiserslautern in der Folge auf ihn aufmerksam werden, der ihn bis Juni 2021 an sich band. Bei den roten Teufeln bekleidete Thiele hauptsächlich seine angestammte Position als Sturmspitze, wohingegen Christian Kühlwetter, Florian Pick und Hendrick Zuck im Wechsel die Flügel besetzten. In den beiden Spielzeiten, in denen er für den Verein aktiv war, wurde die jeweils angepeilte Zweitligarückkehr verpasst, unter anderem Thiele sorgte aber mit seinen Treffern jeweils zumindest für einen Platz im Tabellenmittelfeld.
Im Sommer 2020 verblieb der Berliner in der Liga und erhielt einen Einjahresvertrag beim FC Viktoria Köln. In der Drittligasaison 2020/21 lief Thiele insgesamt 35 mal für die Kölner auf und erzielte 9 Treffer. In der Folgesaison verpasste er jedoch einen Großteil der Spiele verletzungsbedingt und kam lediglich auf 8 Einsätze ohne Torerfolg.
Am 18. Januar 2023 unterschrieb er nach einem halben Jahr Vereinslosigkeit einen Vertrag beim damaligen Regionalligisten Energie Cottbus.
In der Saison 2022/23 gewann die Mannschaft die Meisterschaft in der Regionalliga Nordost sowie den  Landespokal Brandenburg. In den anschließenden Aufstiegsspielen zur 3. Liga scheiterte das Team jedoch an der SpVgg Unterhaching. In der darauffolgenden Saison Saison 2023/24 konnte die Mannschaft erneut die Meisterschaft in der Regionalliga Nordost sowie den  Landespokal Brandenburg gewinnen. In dieser Saison war jedoch ein direkter Aufstiegsplatz in die 3. Liga für die Regionalliga Nordost vergeben.

## Erfolge
FC Carl Zeiss Jena
- Meister der Regionalliga Nordost und Aufstieg in die 3. Liga: 2017

FC Energie Cottbus
- Meister der Regionalliga Nordost und Aufstieg in die 3. Liga: 2024